# زکریا بن شاعه
زکریا بن شاعه (انگلیسی: Zakaria Benchaâ؛ زادهٔ ۱۲ ژوئن ۱۹۹۷) بازیکن فوتبال اهل الجزایر است.
از باشگاه‌هایی که در آن بازی کرده‌است می‌توان به باشگاه فوتبال مولودیه وهران اشاره کرد.
وی همچنین در تیم ملی فوتبال الجزایر بازی کرده‌است.